# Alucita
Alucita är ett släkte av fjärilar som beskrevs av Carl von Linné 1758. Alucita ingår i familjen Mångfliksmott, (Alucitidae).

## Dottertaxa tillAlucita, i alfabetisk ordning[1][2]
- Alucita acalles
- Alucita acalyptra
- Alucita acascaea
- Alucita acutata
- Alucita agapeta
- Alucita amalopis
- Alucita ancalopa
- Alucita anemolia
- Alucita anticoma
- Alucita argyrospodia
- Alucita arrigutti
- Alucita atomoclasta
- Alucita baihua
- Alucita baliochlora
- Alucita balioxantha
- Alucita beinongdai
- Alucita bidentata
- Alucita brachyphinus
- Alucita brachyzona
- Alucita bridarollii
- Alucita brunnea
- Alucita butleri
- Alucita canariensis
- Alucita cancellata
- Alucita capensis
- Alucita certifica
- Alucita chloracta
- Alucita cinnerethella
- Alucita coffeina
- Alucita cohraspis
- Alucita compsoxantha
- Alucita crococyma
- Alucita cyanophanes
- Alucita cymatodactyla
- Alucita cymographa
- Alucita debilella
- Alucita decaryella
- Alucita denticulata
- Alucita desmodactyla
- Alucita dohertyi
- Alucita entoprocta
- Alucita eteoxantha
- Alucita eudactyla
- Alucita eudasys
- Alucita eumorphodactyla
- Alucita eurynephela
- Alucita euscripta
- Alucita extomesa
- Alucita ferruginea
- Alucita flavicincta
- Alucita flavofascia
- Alucita fletcheriana
- Alucita fumosa
- Fältväddsfjädermott, Alucita grammodactyla
- Alucita habrophila
- Alucita hemicyclus
- Kaprifolfjädermott, Alucita hexadactyla
- Alucita hofmanni
- Alucita huebneri
- Alucita hypocosma
- Alucita iberica
- Alucita idiocrossa
- Alucita illuminatrix
- Alucita imbrifera
- Alucita iranensis
- Alucita ischalea
- Alucita isodina
- Alucita isshikii
- Alucita ithycypha
- Alucita japonica
- Alucita jujuyensis
- Alucita libraria
- Alucita longipalpella
- Alucita lonicericola
- Alucita loxoschista
- Alucita lyristis
- Alucita magadis
- Alucita major
- Alucita maxima
- Alucita megaphimus
- Alucita melanodactyla
- Alucita mesolychna
- Alucita microdesma
- Alucita micrographa
- Alucita microscopica
- Alucita molliflua
- Alucita montana
- Alucita montigena
- Alucita mulciber
- Alucita myriodesma
- Alucita nannodactyla
- Alucita nasuta
- Alucita nephelotoxa
- Alucita niphodosema
- Alucita niphostrota
- Alucita nubifera
- Alucita objurgatella
- Alucita ochracea
- Alucita ochriprota
- Alucita ochrozona
- Alucita palodactyla
- Alucita panduris
- Alucita panolbia
- Alucita patria
- Alucita pectinata
- Alucita pepperella
- Alucita phanerarcha
- Alucita philomela
- Alucita phricodes
- Alucita pinalea
- Alucita plumigera
- Alucita pluvialis
- Alucita postfasciata
- Alucita proseni
- Alucita pselioxantha
- Alucita pterochroma
- Alucita punctiferella
- Alucita pusilla
- Alucita pygmaea
- Alucita rhaptica
- Alucita rhymotoma
- Alucita riggii
- Alucita ruens
- Alucita sailtavica
- Alucita sakhalinica
- Alucita semophantis
- Alucita sertifera
- Alucita seychellensis
- Alucita sikkima
- Alucita spicifera
- Alucita spilodesma
- Alucita stephanopsis
- Alucita straminea
- Alucita sycophanta
- Alucita synnephodactyla
- Alucita tandilensis
- Alucita tesserata
- Alucita thapsina
- Alucita toxophila
- Alucita trachydesma
- Alucita trachyptera
- Alucita tridentata
- Alucita triscausta
- Alucita xanthodes
- Alucita xanthonzona
- Alucita xanthosticta
- Alucita xanthozona
- Alucita zonodactyla

## Bildgalleri

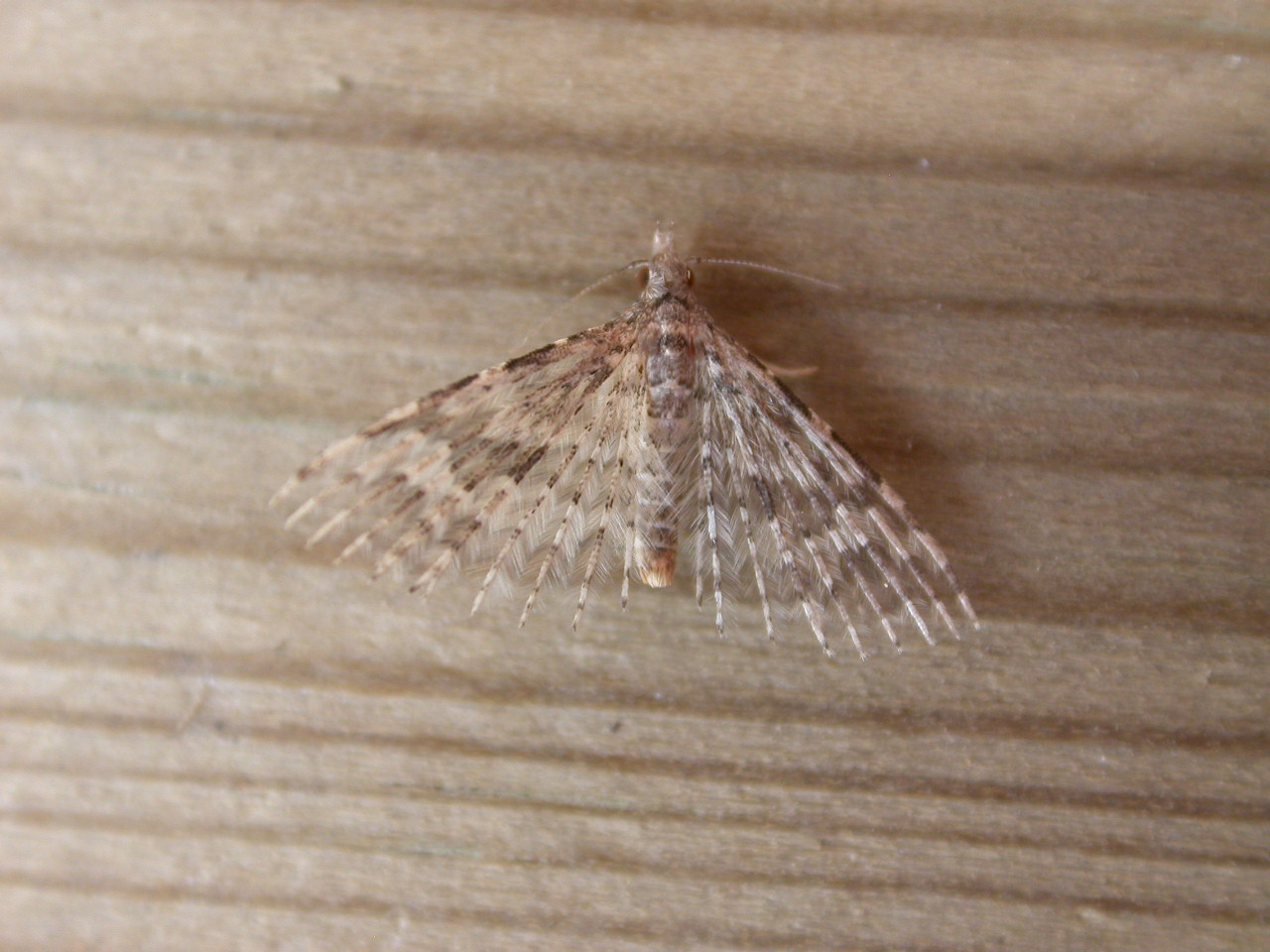
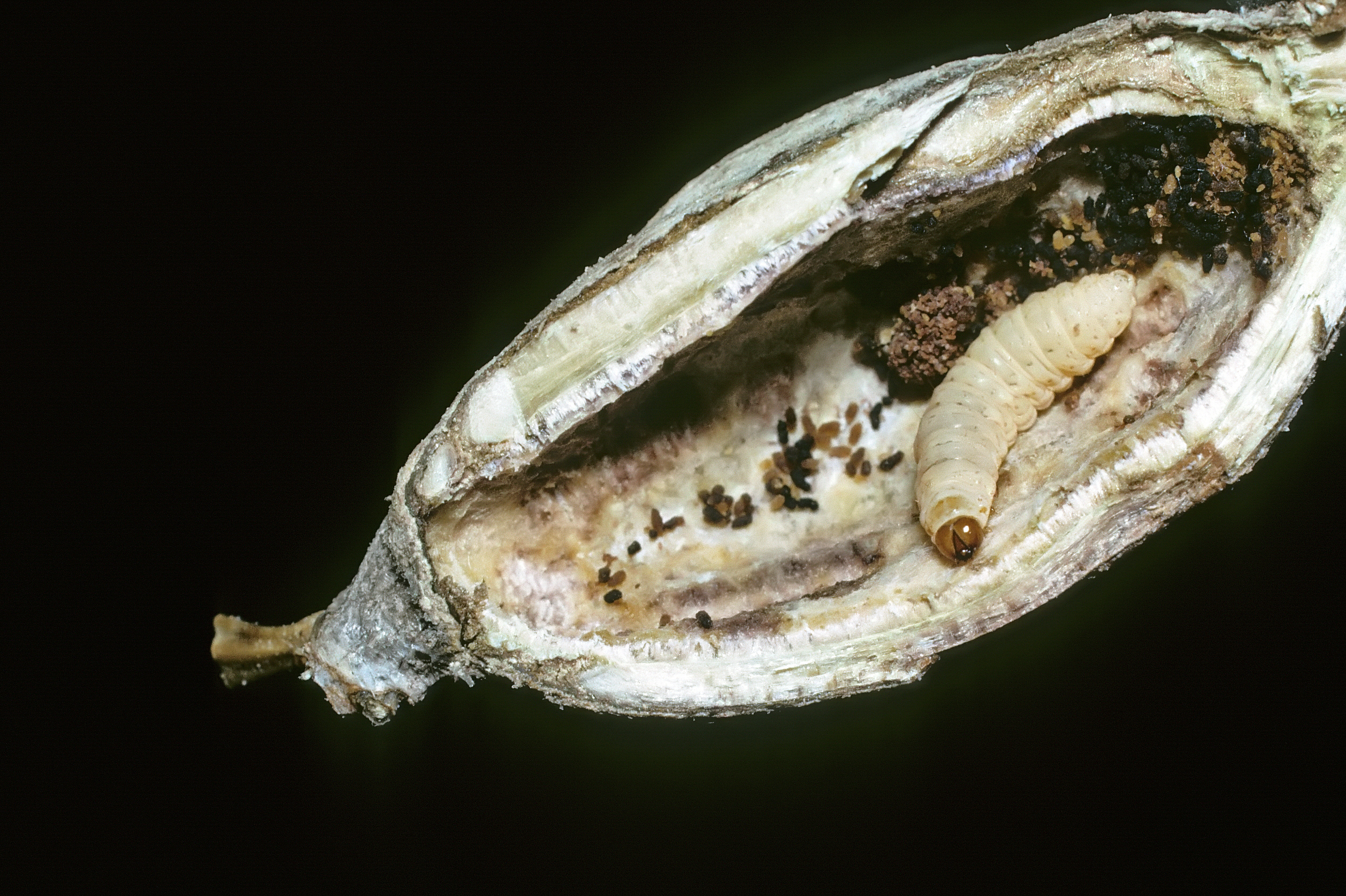